# Wilfried Scheib
Wilfried Heinrich Felix Scheib (* 22. August 1922 in Linz; † 25. Mai 2009 in Wien) war ein österreichischer Rundfunkpionier und Hochschullehrer.

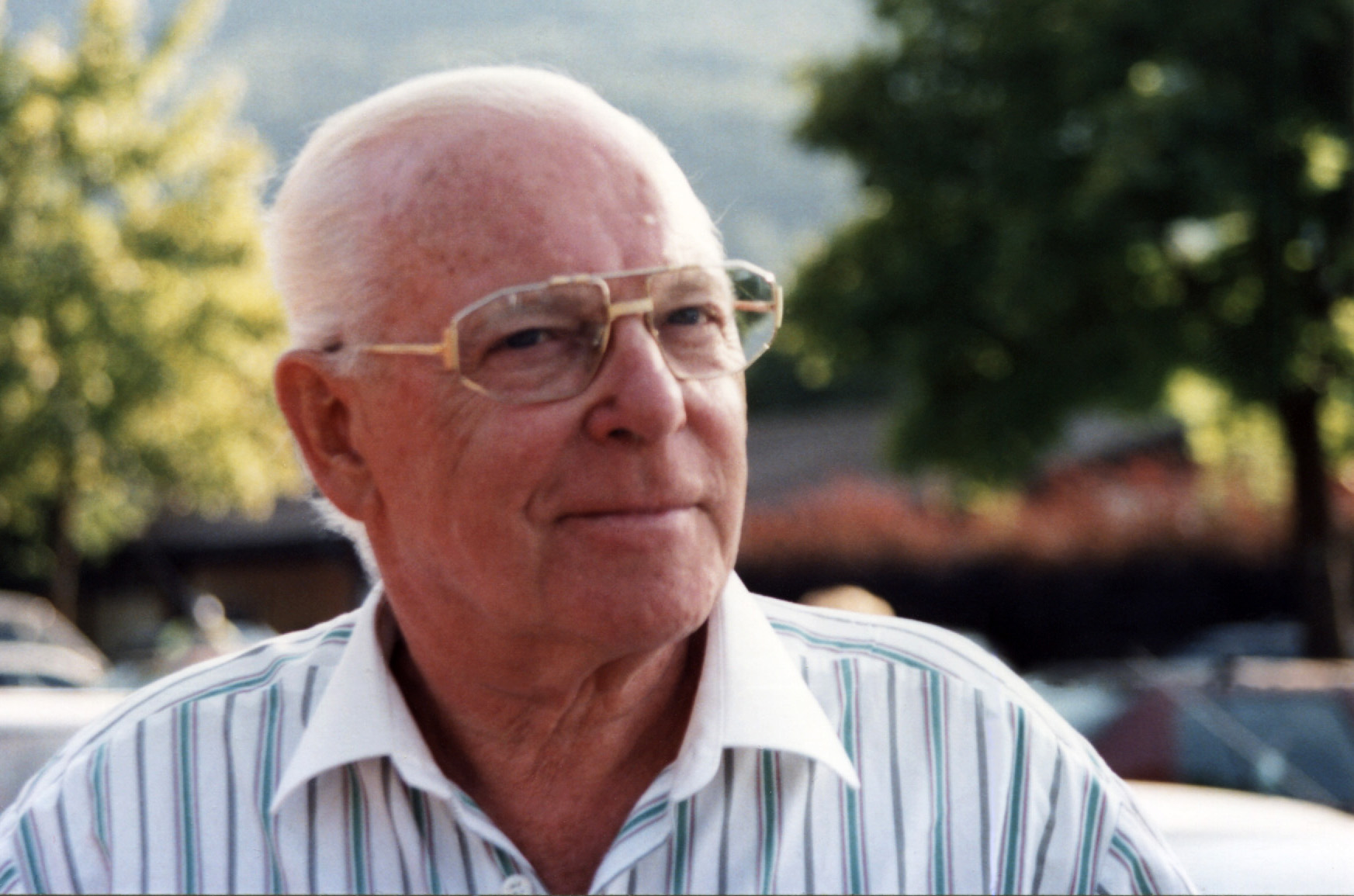
Wilfried Scheib, 1995

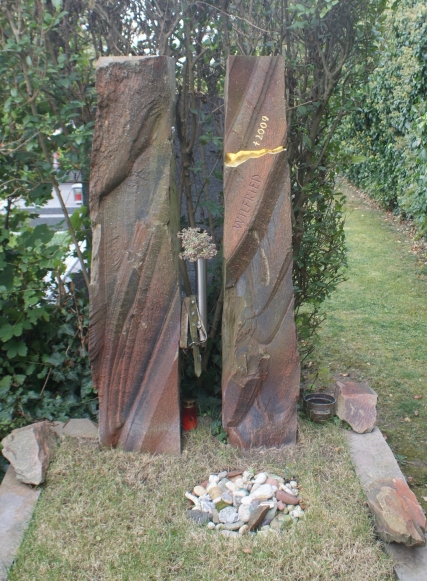
Grabstätte von Wilfried Scheib (2016)

## Leben
Wilfried Scheib wurde am 22. August 1922 als Sohn von Emanuel Scheib (* 18. Juni 1889 in Linz), Fachlehrer am Linzer Blindeninstitut, und dessen Ehefrau, der Paramentenerzeugerstochter Helene (geborene Spak; * 3. August 1898 in Linz) geboren und am  26. August 1922 auf den Namen Wilfried Heinrich Felix getauft. Seine Eltern hatten am 9. September 1920 in Linz-St. Matthias geheiratet.
Er begann als Sängerknabe im Stift St. Florian in Oberösterreich. Nach der Reifeprüfung am Stiftsgymnasium absolvierte er die Lehrerbildungsanstalt in Linz und erhielt Unterricht am Bruckner-Konservatorium. Bei den Wiener Sängerknaben war er als Kapellmeister tätig.
In den Jahren 1946 bis 1950 belegte er an der Universität Wien die Fächer Publizistik, Germanistik und Musikwissenschaft und schloss das Studium mit dem akademischen Grad Dr. phil. ab.
Bei Radio Wien begann Scheib als Tonregisseur. Von 1949 bis 1993 lehrte er an der Abteilung Film und Fernsehen der Universität für Musik und darstellende Kunst Wien. 1957 bis 1988 war er Leiter der Hauptabteilung Musik des ORF. In dieser Funktion war er für die Produktion von rund 10.000 Musikprogrammen verantwortlich. 1959 initiierte Scheib die TV-Übertragungen der Neujahrskonzerte der Wiener Philharmoniker, die mittlerweile in mehr als neunzig Länder übertragen werden. 
Scheib war als Gründungsmitglied des Internationalen Musik und Medien Zentrums Wien (IMZ) ab 1961 dessen Executive Director und ab 1964 dessen Generalsekretär. 1991 wurde er Präsident und später Ehrenpräsident des Österreichischen Musikrates. Beim UNESCO-Forschungsinstitut Mediacult war er von 1964 bis 1993 Generalsekretär und Vizepräsident.
Für seine Leistungen erhielt er zahlreiche Auszeichnungen. Er war Träger von Ehrenzeichen der Republik Österreich, des Landes Oberösterreich, der Stadt Wien, von Land und Stadt Salzburg, der Steiermark und des Burgenlandes. Weiters wurden ihm die Schalk-Medaille der Wiener Philharmoniker, die Mozartmedaille durch die Mozartgemeinde Wien, die Clemens-Krauss-Medaille der Konzertvereinigung Wiener Staatsopernchor und die große Ehrenmedaille der Stadt Cannes verliehen.
Scheib war mit der Autorin Silke Schwinger verheiratet. Er wurde auf dem Friedhof Mauer in Wien bestattet (Gruppe 47, Reihe 6, Nr. 1).